# Alan E. Steinweis
Alan E. Steinweis (geboren am 13. Januar 1957 in Brooklyn) ist ein US-amerikanischer Historiker.

## Leben
Steinweis wurde 1988 an der University of North Carolina at Chapel Hill bei Gerhard L. Weinberg promoviert. Als Doktorand war Steinweis Stipendiat an der Universität Bonn und als Postdoktorand an der Freien Universität Berlin. Er war mehrfach als Gastprofessor an außeramerikanischen Universitäten tätig, so in den Jahren 2000 an der Ben-Gurion-Universität im Negev in Israel, 2002 an der Universität Hannover und 2003 als Senior Fulbright-Professor an der Universität Heidelberg. Von 1993 bis 2008 arbeitete er an der University of Nebraska in Lincoln (Nebraska), zuletzt als Hyman-Rosenberg-Professor. Seit 2009 ist er Professor of History und Miller Distinguished Professor of Holocaust Studies an der University of Vermont in Burlington sowie Direktor des dortigen Miller Centers for Holocaust Studies. Im Sommersemester 2011 war er für ein Forschungssemester an das Fritz-Bauer-Institut in Frankfurt am Main eingeladen. Vom Wintersemester 2013/14 bis zum Wintersemester 2014/15 vertrat er Michael Brenner auf dem Lehrstuhl für Jüdische Geschichte und Kultur am Historischen Seminar der Universität München.
Steinweis brachte 2023 eine Gesamtdarstellung der Geschichte der NS-Diktatur im Verlag Cambridge University Press unter dem Titel The People’s Dictatorship. A History of Nazi Germany heraus.

## Schriften (Auswahl)
- Art, Ideology, and Economics in Nazi Germany. The Reich Chambers of Music, Theater, and the Visual Arts. University of North Carolina Press, Chapel Hill 1993, ISBN 0-8078-2104-7.
- Eastern Europe an the Notion of the „frontier“ in Germany to 1945, in: Keith Bullivant, Geoffrey J. Giles, Walter Pape (Hrsg.): Germany and Eastern Europe. Cultural identities and cultural differences (= Yearbook of european studies, 13). Rodopi, Amsterdam 1999, ISBN 9-04200688-9, S. 56–69 (S. 67 ff.: Literaturliste, insbes. über Raumplanung im Nationalsozialismus, darunter viele zeitgenössische Quellen bis 1945, z. B. aus der NS-Zeitschrift Raumforschung und Raumordnung.) In Google books einsehbar.
- Hrsg. mit Daniel E. Rogers: The Impact of Nazism. New Perspectives on the Third Reich and Its Legacy. University of Nebraska Press, Lincoln 2003, ISBN 0-8032-4299-9.
- Studying the Jew. Scholarly Antisemitism in Nazi Germany. Harvard University Press, Cambridge 2006, ISBN 0-674-02205-X.
- Hrsg. mit Philipp Gassert: Coping with the Nazi Past. West German debates on Nazism and generational conflict, 1955–1975. Berghahn, New York 2006, ISBN 1-8454-5086-8.
- Kristallnacht 1938. Harvard University Press, Cambridge 2009, ISBN 978-0-674-03623-9.
  - Deutsch: Kristallnacht 1938. Ein deutscher Pogrom. Übersetzt von Karin Schuler. Reclam, Stuttgart 2011, ISBN 978-3-15-010774-4.
- The people's dictatorship : a history of Nazi Germany. Cambridge University Press, Cambridge 2023, ISBN 978-1-107-65284-2.